# Antônio Lopes
Antônio Lopes dos Santos, noto come Antônio Lopes (Rio de Janeiro, 12 giugno 1941), è un ex calciatore, allenatore di calcio e dirigente sportivo brasiliano, di ruolo attaccante.

## Biografia
Nacque nel quartiere di Santo Cristo, situato nella zona del porto di Rio, rimanendovi fino ai dodici anni d'età. I suoi genitori si chiamavano João Lopes dos Santos e Maria do Nascimento Lopes, ed aveva otto fratelli; il lavoro di tassista del padre non permetteva alla famiglia di condurre una vita agiata. Trasferitosi nel quartiere di Bonsucesso con i familiari, venne a contatto per la prima volta con il calcio, e ben presto venne notato da una squadra professionistica, l'Olaria, che lo integrò nei suoi ranghi nel 1954. Gli allenamenti non erano quotidiani, e così Lopes riusciva a far convivere la sua carriera scolastica con quella calcistica, che non era mai stata intrapresa da nessun altro membro della sua famiglia. Nel 1960 incontrò Elza, figlia di un collega di lavoro del padre, che sposerà poi nel 1968. Nel 1962 scelse di non dedicarsi agli studi di odontoiatria, contravvenendo così al volere paterno, ma a quelli di educazione fisica. Successivamente entrò nell'accademia della polizia, completando il corso da detective nel 1963 ed assumendo tale incarico l'anno successivo, mentre nel 1970 venne promosso ad ispettore. Nel gennaio 1971 venne nominato agente di polizia, ma tre anni dopo lasciò tale carriera ed entrò nel mondo del calcio come vice allenatore al Vasco da Gama.

## Caratteristiche tecniche
Giocava come centravanti.

## Carriera

### Club
La sua carriera come calciatore ebbe inizio in giovane età; giocò per un periodo di tre anni in prima squadra nell'Olaria, riuscendo a vincere il Torneo Início dello Stato, prima di ritirarsi nel 1962 a causa degli impegni scolastici.

### Allenatore

#### Gli inizi: preparatore
Nel 1974 incontrò Hélio Vigio, preparatore atletico del Vasco da Gama, che chiese il suo aiuto riguardo al sequestro dell'auto del portiere Edgardo Andrada; una volta risolta tale situazione, Vigio offrì a Lopes un posto da preparatore atletico. Lavorando con Travaglini e lo stesso Vigio accumulò esperienza, che gli valse l'ingaggio da parte della CBD in qualità di preparatore della Nazionale di calcio brasiliana in vista degli VIII Giochi panamericani tenutisi in Porto Rico. Nel 1980 venne chiamato da Carlos Imperial, dirigente dell'Olaria, per sedere in panchina come allenatore della sua vecchia squadra.

#### Le prime esperienze da tecnico
Ricevette l'incarico di formare la squadra dopo alcuni problemi dell'allenatore Orlando Fantoni; scelse dunque come suo assistente Vanderlei Luxemburgo che, dopo l'iniziale intenzione di ricoprire anche il ruolo di giocatore, dovette rinunciare a causa di problemi al ginocchio. Dopo la partenza di Mário Zagallo, Lopes venne assunto alla guida del Vasco da Gama per la prima volta. Debuttò con la squadra cruzmaltina vincendo per 3-0 sul Fluminense, e portò la squadra al secondo posto in campionato, perdendo contro il Flamengo futuro campione del mondo. L'anno successivo vinse il suo primo titolo da allenatore, il campionato Carioca, battendo il Flamengo in una riedizione della finale dell'anno precedente. Nel 1983 fece la prima esperienza all'estero, prendendo la guida del Kuwait dietro consiglio di Carlos Alberto Parreira, che aveva allenato tale selezione durante il campionato del mondo 1982. Una volta terminato il periodo in panchina della squadra asiatica, tornò al Vasco dove nel 1986 vinse la Taça Guanabara. Nel 1987 fu l'allenatore del Flamengo che vinse il campionato nazionale, trofeo però che venne assegnato allo Sport dalla federazione nazionale in seguito ad alcune controversie. Nel 1988 alla guida proprio dello Sport vinse il campionato Paranaense. Poiché una clausola del contratto prevedeva la rescissione in caso di offerte dall'estero, Lopes lasciò il club per trasferirsi negli Emirati Arabi Uniti all'Al Wasl. Dopo una stagione all'estero tornò in patria, sulla panchina della Portuguesa, centrando le semifinali del Campeonato Brasileiro Série A 1989; nel 1991 fece ritorno all'estero, stavolta in Europa, al Belenenses, ma l'esperienza durò solo otto partite e ben presto il Vasco lo chiamò nuovamente.
Nel 1992 fu alla guida dell'Internacional di Porto Alegre, con cui vinse il suo primo titolo a livello nazionale, la Coppa del Brasile, e partecipò in prima persona alla vicenda di Gérson da Silva, attaccante malato di AIDS che morì nel 1994. Nel 1993 guidò il Santos, ma lo lasciò dopo tre mesi, trasferendosi alla Portuguesa prima e all'Internacional dopo. Nel biennio 1995-1996 fu il Cerro Porteño ad assicurarsi il tecnico, mentre nel 1997 tornò di nuovo al Vasco.

#### L'apice: le vittorie con il Vasco
Arrivò nell'ottobre 1996 e iniziò la formazione della squadra promuovendo a titolari Pedrinho e Ramon, mentre altri giocatori come Macedo dovettero lasciare la squadra. Dopo le iniziali difficoltà, il club si impose a livello nazionale ed internazionale, vincendo la Coppa Libertadores e sfiorando la vittoria della Coppa Intercontinentale contro il Real Madrid. Nel 1999 l'anno iniziò con la vittoria del Torneio Rio-São Paulo, trofeo che da lungo tempo la società non vinceva, mentre l'anno successivo il Vasco da Gama partecipò con discreto successo al campionato mondiale per club FIFA 2000, perdendo solo ai rigori contro i connazionali del Corinthians. Una volta terminata tale competizione, Antônio Lopes andò in vacanza ed al suo ritorno accettò l'offerta del Grêmio, che lo rivoleva sulla sua panchina.

#### Mondiale e titolo nazionale
Il 14 ottobre 2000 mentre era alla guida dell'Atlético Paranaense venne chiamato dalla Federazione calcistica brasiliana per ricoprire il ruolo di direttore tecnico del Brasile: così contattò Émerson Leão per il ruolo di commissario tecnico in vista della FIFA Confederations Cup 2001, ma per via dei risultati non soddisfacenti tale allenatore fu esonerato. Il nuovo selezionatore del Brasile fu dunque Luiz Felipe Scolari: la vittoriosa campagna nel campionato del mondo 2002 permise a Lopes di alzare al cielo la Coppa del Mondo. Il 20 luglio 2002 si dimise da direttore tecnico della nazionale per diventare tecnico del Vasco da Gama. Vinse il Campionato Carioca grazie all'apporto di diversi giovani promossi dal tecnico, come Léo Lima, Morais ed altri. Il 19 dicembre 2003 divenne tecnico del Coritiba in sostituzione dell'esonerato Paulo Bonamigo. Il 27 settembre 2005 venne nominato tecnico del Corinthias, riuscì a conquistare il campionato brasiliano per la seconda volta in carriera. dopo aver sfiorato la vittoria della Coppa Libertadores 2005 con l'Atlético-PR perdendo in finale contro il San Paolo. Dopo aver allenato il Fluminense, si prese una pausa.

#### Ritorno dopo l'inattività
Nel giugno 2007 fu invitato nuovamente ad allenare dall'Atlético-PR, che doveva disputare sia il campionato che la Copa Sudamericana, ma alla diciannovesima giornata del torneo nazionale fu esonerato. Nel 2008 tornò al comando del Vasco da Gama per la sesta volta in carriera ma dopo contrasti con la dirigenza e la sconfitta con il Coritiba, avvenuta in occasione della sua presenza numero 600 sulla panchina del club, fu esonerato. In tutto conta 306 vittorie, 146 pareggi e 148 sconfitte con tale società.
Il 1º agosto 2009 fu assunto come nuovo allenatore dell'Atlético Paranaense in seguito alle dimissioni di Waldemar Lemos. Il 2 dicembre seguente firma il rinnovo per un altro anno. Il 9 marzo 2010 viene esonerato nonostante aver ottenuto sei vittorie, quattro pareggi e una sconfitta.
Il 6 luglio diventa allenatore dell'Avai in sostituzione di Péricles Chamusca. All'esordio sconfigge il San Paolo per 2 a 1 all'Estádio Morumbi partita valevole per il campionato brasiliano. Il 20 settembre dopo la sconfitta con il Grêmio per 3 a 0 e con un calo della squadra in campionato si dimette, lasciando la squadra al sedicesimo posto con venticinque punti dopo solo appena nove partite senza neanche una vittoria. L'8 ottobre passa in Serie B al Vitória in sostituzione dell'esonerato Ricardo Silva. Nonostante una partenza non brillante l'8 dicembre gli viene rinnovato il contratto per un altro anno. Il 15 maggio 2011 dopo aver perso per 2 a 1 la finale del Campionato Baiano contro il Bahia de Feira viene esonerato, con un record di quattordici vittorie in ventidue partite. Il 12 luglio viene nominato allenatore dell'América Mineiro. Il 1 agosto dopo appena quattro partite si dimette per problemi personali. Il 2 settembre ritorna all'Atlético Paranaense in sostituzione dell'esonerato Renato Portaluppi, è il sesto tecnico che i Furacão cambiano in campionato in corso.
Il 30 dicembre 2012 viene nominato direttore tecnico e si occuperà anche dell'under-23 dell'Atlético Paranaense. Il 20 giugno 2014 si dimette. Il 27 dicembre viene nominato direttore tecnico del Botafogo, appena retrocesso in Serie B.

## Statistiche

### Statistiche da allenatore

#### Club
Statistiche aggiornate al 7 agosto 2025; in grassetto le competizioni vinte.
| Stagione                   | Squadra                    | Campionato                 | Campionato | Campionato | Campionato | Campionato | Coppe nazionali | Coppe nazionali | Coppe nazionali | Coppe nazionali | Coppe nazionali | Coppe continentali | Coppe continentali | Coppe continentali | Coppe continentali | Coppe continentali | Altre coppe  | Altre coppe | Altre coppe | Altre coppe | Altre coppe | Totale | Totale | Totale | Totale | % Vittorie | Piazzamento      |
| Stagione                   | Squadra                    | Comp                       | G          | V          | N          | P          | Comp            | G               | V               | N               | P               | Comp               | G                  | V                  | N                  | P                  | Comp         | G           | V           | N           | P           | G      | V      | N      | P      | %          | Piazzamento      |
| -------------------------- | -------------------------- | -------------------------- | ---------- | ---------- | ---------- | ---------- | --------------- | --------------- | --------------- | --------------- | --------------- | ------------------ | ------------------ | ------------------ | ------------------ | ------------------ | ------------ | ----------- | ----------- | ----------- | ----------- | ------ | ------ | ------ | ------ | ---------- | ---------------- |
| 1980                       | Olaria                     | RJ                         | 19         | 6          | 5          | 8          | -               | -               | -               | -               | -               | -                  | -                  | -                  | -                  | -                  | -            | -           | -           | -           | -           | 19     | 8      | 3      | 8      | 42,11      | 12°              |
| 1981                       | America-RJ                 | B+RJ                       | 7+9        | 3+5        | 1+3        | 3+1        | -               | -               | -               | -               | -               | -                  | -                  | -                  | -                  | -                  | -            | -           | -           | -           | -           | 16     | 8      | 4      | 4      | 50,00      | Risoluz.         |
| 1981                       | Vasco da Gama              | RJ                         | 26         | 19         | 5          | 2          | -               | -               | -               | -               | -               | -                  | -                  | -                  | -                  | -                  | -            | -           | -           | -           | -           | 26     | 19     | 5      | 2      | 73,08      | Sub. 2°          |
| 1982                       | Vasco da Gama              | A+RJ                       | 16+25      | 10+17      | 2+4        | 4+4        | -               | -               | -               | -               | -               | -                  | -                  | -                  | -                  | -                  | TCC          | 8           | 2           | 4           | 2           | 49     | 29     | 10     | 10     | 59,18      | 1°               |
| 1983                       | Vasco da Gama              | A                          | 22         | 7          | 12         | 3          | -               | -               | -               | -               | -               | -                  | -                  | -                  | -                  | -                  | -            | -           | -           | -           | -           | 22     | 7      | 12     | 3      | 31,82      | 6°               |
| 1985                       | Vasco da Gama              | A+RJ                       | 9+22       | 2+11       | 4+7        | 3+4        | -               | -               | -               | -               | -               | CL                 | 6                  | 0                  | 2                  | 4                  | -            | -           | -           | -           | -           | 37     | 13     | 13     | 11     | 35,14      | Sub. 11°         |
| 1986                       | Vasco da Gama              | RJ                         | 25         | 14         | 5          | 6          | -               | -               | -               | -               | -               | -                  | -                  | -                  | -                  | -                  | -            | -           | -           | -           | -           | 25     | 14     | 5      | 6      | 56,00      | 2°               |
| 1986                       | Fluminense                 | CB                         | 30         | 16         | 6          | 8          | -               | -               | -               | -               | -               | -                  | -                  | -                  | -                  | -                  | -            | -           | -           | -           | -           | 30     | 16     | 6      | 8      | 53,33      | 6°               |
| 1987                       | Fluminense                 | RJ                         | 11         | 5          | 5          | 1          | -               | -               | -               | -               | -               | -                  | -                  | -                  | -                  | -                  | -            | -           | -           | -           | -           | 11     | 5      | 5      | 1      | 45,45      | Dimis.           |
| 1987                       | Flamengo                   | RJ+A                       | 19+1       | 10+0       | 7+0        | 2+1        | -               | -               | -               | -               | -               | -                  | -                  | -                  | -                  | -                  | -            | -           | -           | -           | -           | 20     | 10     | 7      | 3      | 50,00      | Sub. eson.       |
| 1988                       | Sport Recife               | Per                        | 15         | 10         | 4          | 1          | -               | -               | -               | -               | -               | -                  | -                  | -                  | -                  | -                  | -            | -           | -           | -           | -           | 15     | 10     | 4      | 1      | 66,67      | Sub. Dimis.      |
| 1988-1989                  | Al-Wasl                    | UAE                        | 22         | 13         | 5          | 4          | CEA+CFE         | ?               | ?               | ?               | ?               | -                  | -                  | -                  | -                  | -                  | -            | -           | -           | -           | -           | 22     | 13     | 5      | 4      | 59,09      | 2°               |
| 1989                       | Portuguesa                 | A                          | 18         | 7          | 6          | 5          | -               | -               | -               | -               | -               | -                  | -                  | -                  | -                  | -                  | -            | -           | -           | -           | -           | 18     | 7      | 6      | 5      | 38,89      | 7°               |
| 1990                       | Portuguesa                 | A1/SP                      | 19         | 4          | 12         | 3          | -               | -               | -               | -               | -               | -                  | -                  | -                  | -                  | -                  | -            | -           | -           | -           | -           | 19     | 4      | 12     | 3      | 21,05      | Eson.            |
| nov. 1990-gen. 1991        | Belenenses                 | PD                         | 11         | 4          | 3          | 4          | -               | -               | -               | -               | -               | -                  | -                  | -                  | -                  | -                  | -            | -           | -           | -           | -           | 11     | 4      | 3      | 4      | 36,36      | Sub. Risoluz.    |
| 1991                       | Vasco da Gama              | A+RJ                       | 16+22      | 4+13       | 9+5        | 3+4        | CB              | 3               | 1               | 2               | 0               | -                  | -                  | -                  | -                  | -                  | -            | -           | -           | -           | -           | 41     | 18     | 16     | 7      | 43,90      | Sub. 11°         |
| 1992                       | Internacional              | A+G                        | 19+29      | 7+16       | 6+9        | 6+4        | CB              | 10              | 6               | 3               | 1               | -                  | -                  | -                  | -                  | -                  | -            | -           | -           | -           | -           | 58     | 29     | 18     | 11     | 50,00      | 10°              |
| 1993                       | Santos                     | A                          | 8          | 4          | 2          | 2          | -               | -               | -               | -               | -               | -                  | -                  | -                  | -                  | -                  | R-SP+SS      | 6+2         | 3+0         | 1+1         | 2+1         | 16     | 7      | 4      | 5      | 43,75      | Eson.            |
| 1993                       | Portuguesa                 | A                          | 6          | 3          | 2          | 1          | -               | -               | -               | -               | -               | -                  | -                  | -                  | -                  | -                  | -            | -           | -           | -           | -           | 6      | 3      | 2      | 1      | 50,00      | Sub. 9°          |
| Totale Portuguesa          | Totale Portuguesa          | Totale Portuguesa          | 43         | 14         | 20         | 9          |                 | -               | -               | -               | -               |                    | -                  | -                  | -                  | -                  |              | -           | -           | -           | -           | 43     | 14     | 20     | 9      | 32,56      |                  |
| 1994                       | Internacional              | G                          | 19         | 12         | 7          | 0          | CB              | 6               | 3               | 1               | 2               | -                  | -                  | -                  | -                  | -                  | -            | -           | -           | -           | -           | 25     | 15     | 8      | 2      | 60,00      | Eson.            |
| Totale Internacional       | Totale Internacional       | Totale Internacional       | 67         | 35         | 22         | 10         |                 | 16              | 9               | 4               | 3               |                    | -                  | -                  | -                  | -                  |              | -           | -           | -           | -           | 83     | 44     | 26     | 13     | 53,01      |                  |
| 1994                       | Al-Hilal                   | SPL                        | 11         | 6          | 3          | 2          | -               | -               | -               | -               | -               | -                  | -                  | -                  | -                  | -                  | CCA          | 5           | 4           | 1           | 0           | 16     | 10     | 4      | 2      | 62,50      | Dimis.           |
| 1995                       | Cruzeiro                   | MG                         | 6          | 2          | 1          | 3          | -               | -               | -               | -               | -               | -                  | -                  | -                  | -                  | -                  | -            | -           | -           | -           | -           | 6      | 2      | 1      | 3      | 33,33      | Eson.            |
| 1995                       | Cerro Porteño              | DP                         | 19         | 12         | 4          | 3          | -               | -               | -               | -               | -               | -                  | -                  | -                  | -                  | -                  | -            | -           | -           | -           | -           | 19     | 12     | 4      | 3      | 63,16      | Sub. 2°          |
| 1996                       | Cerro Porteño              | A                          | 16         | 8          | 5          | 3          | -               | -               | -               | -               | -               | CL                 | 8                  | 3                  | 2                  | 3                  | -            | -           | -           | -           | -           | 24     | 11     | 7      | 6      | 45,83      | Dimis.           |
| Totale Cerro Porteño       | Totale Cerro Porteño       | Totale Cerro Porteño       | 35         | 20         | 9          | 6          |                 | -               | -               | -               | -               |                    | 8                  | 3                  | 2                  | 3                  |              | -           | -           | -           | -           | 43     | 23     | 11     | 9      | 53,49      |                  |
| 1996                       | Paraná                     | Par+A                      | 14+9       | 10+2       | 3+1        | 1+6        | -               | -               | -               | -               | -               | -                  | -                  | -                  | -                  | -                  | -            | -           | -           | -           | -           | 23     | 12     | 4      | 7      | 52,17      | Eson.            |
| 1997                       | Vasco da Gama              | A                          | 6          | 2          | 0          | 4          | -               | -               | -               | -               | -               | CON                | 2                  | 1                  | 0                  | 1                  | -            | -           | -           | -           | -           | 8      | 3      | 0      | 5      | 37,50      | Sub. 18°         |
| 1997                       | Vasco da Gama              | RJ+A                       | 26+33      | 15+21      | 4+7        | 7+5        | CB              | 3               | 2               | 0               | 1               | -                  | -                  | -                  | -                  | -                  | R-SP+SS      | 2+10        | 0+5         | 2+2         | 0+3         | 74     | 43     | 15     | 16     | 58,11      | 1°               |
| 1998                       | Vasco da Gama              | RJ+A                       | 14+23      | 11+9       | 1+7        | 2+7        | CB              | 8               | 3               | 4               | 1               | CL+CM              | 14+6               | 7+2                | 5+3                | 2+1                | R-SP+CI+CInt | 6+2+1       | 2+1+0       | 1+0+0       | 3+1+1       | 74     | 35     | 21     | 18     | 47,30      | 10°              |
| 1999                       | Vasco da Gama              | RJ+A                       | 20+24      | 14+10      | 4+8        | 2+6        | CB              | 5               | 4               | 0               | 1               | CL+CM              | 2+6                | 0+2                | 1+2                | 1+2                | R-SP+SL      | 9+4         | 6+2         | 1+0         | 2+2         | 70     | 38     | 16     | 16     | 54,29      | 7°               |
| 2000                       | Vasco da Gama              | -                          | -          | -          | -          | -          | -               | -               | -               | -               | -               | -                  | -                  | -                  | -                  | -                  | Cmc+R-SP     | 4+10        | 3+5         | 1+2         | 0+3         | 14     | 8      | 3      | 3      | 57,14      | Dimis.           |
| 2000                       | Grêmio                     | G+CJH                      | 16+2       | 9+0        | 5+0        | 2+2        | CB              | 2               | 0               | 1               | 1               | -                  | -                  | -                  | -                  | -                  | -            | -           | -           | -           | -           | 20     | 9      | 6      | 5      | 45,00      | Eson.            |
| 2000                       | Athl. Paranaense           | CJH                        | 11         | 5          | 2          | 4          | -               | -               | -               | -               | -               | -                  | -                  | -                  | -                  | -                  | -            | -           | -           | -           | -           | 11     | 5      | 2      | 4      | 45,45      | Sub. 13°         |
| 2002                       | Vasco da Gama              | A                          | 25         | 10         | 3          | 12         | -               | -               | -               | -               | -               | -                  | -                  | -                  | -                  | -                  | -            | -           | -           | -           | -           | 25     | 10     | 3      | 12     | 40,00      | 15°              |
| 2003                       | Vasco da Gama              | RJ+A                       | 15+18      | 10+5       | 4+6        | 1+7        | CB              | 7               | 4               | 1               | 2               | -                  | -                  | -                  | -                  | -                  | -            | -           | -           | -           | -           | 40     | 19     | 11     | 10     | 47,50      | Eson.            |
| 2004                       | Coritiba                   | Par+A                      | 16+46      | 11+15      | 4+17       | 1+14       | -               | -               | -               | -               | -               | CL+CS              | 6+2                | 2+0                | 2+1                | 2+1                | -            | -           | -           | -           | -           | 70     | 28     | 24     | 18     | 40,00      | 12°              |
| 2005                       | Coritiba                   | Par+A                      | 19+2       | 12+1       | 5+0        | 2+1        | CB              | 5               | 3               | 0               | 2               | -                  | -                  | -                  | -                  | -                  | -            | -           | -           | -           | -           | 26     | 16     | 5      | 5      | 61,54      | Eson.            |
| Totale Coritiba            | Totale Coritiba            | Totale Coritiba            | 83         | 39         | 26         | 8          |                 | 5               | 3               | 0               | 2               |                    | 8                  | 2                  | 3                  | 3                  |              | -           | -           | -           | -           | 96     | 44     | 29     | 13     | 45,83      |                  |
| 2005                       | Athl. Paranaense           | A                          | 23         | 9          | 6          | 8          | -               | -               | -               | -               | -               | CL                 | 7                  | 3                  | 2                  | 2                  | -            | -           | -           | -           | -           | 30     | 12     | 8      | 10     | 40,00      | Sub. eson.       |
| 2005                       | Corinthians                | A                          | 16         | 9          | 4          | 3          | -               | -               | -               | -               | -               | CS                 | 3                  | 1                  | 1                  | 1                  | -            | -           | -           | -           | -           | 19     | 10     | 5      | 4      | 52,63      | Sub. 1°          |
| 2006                       | Corinthians                | A1/SP                      | 14         | 8          | 1          | 5          | -               | -               | -               | -               | -               | CL                 | 3                  | 1                  | 1                  | 1                  | -            | -           | -           | -           | -           | 17     | 9      | 2      | 6      | 52,94      | Eson.            |
| Totale Corinthians         | Totale Corinthians         | Totale Corinthians         | 30         | 17         | 5          | 8          |                 | -               | -               | -               | -               |                    | 6                  | 2                  | 2                  | 2                  |              | -           | -           | -           | -           | 36     | 19     | 7      | 10     | 52,78      |                  |
| 2006                       | Goiás                      | A                          | 12         | 4          | 2          | 6          | -               | -               | -               | -               | -               | -                  | -                  | -                  | -                  | -                  | -            | -           | -           | -           | -           | 12     | 4      | 2      | 6      | 33,33      | Sub. eson.       |
| 2006                       | Fluminense                 | A                          | 7          | 1          | 2          | 4          | -               | -               | -               | -               | -               | CS                 | 3                  | 0                  | 3                  | 0                  | -            | -           | -           | -           | -           | 10     | 1      | 5      | 4      | 10,00      | Sub. eson.       |
| Totale Fluminense          | Totale Fluminense          | Totale Fluminense          | 48         | 22         | 13         | 13         |                 | -               | -               | -               | -               |                    | 3                  | 0                  | 3                  | 0                  |              | -           | -           | -           | -           | 51     | 22     | 16     | 13     | 43,14      |                  |
| 2007                       | Athl. Paranaense           | A                          | 15         | 3          | 7          | 5          | -               | -               | -               | -               | -               | CS                 | 1                  | 0                  | 0                  | 1                  | -            | -           | -           | -           | -           | 16     | 3      | 7      | 6      | 18,75      | Sub. eson.       |
| 2008                       | Vasco da Gama              | RJ+A                       | 2+18       | 0+5        | 2+4        | 0+9        | CB              | 7               | 5               | 1               | 1               | -                  | -                  | -                  | -                  | -                  | -            | -           | -           | -           | -           | 27     | 10     | 7      | 10     | 37,04      | Sub. eson.       |
| Totale Vasco da Gama       | Totale Vasco da Gama       | Totale Vasco da Gama       | 407        | 209        | 103        | 95         |                 | 33              | 19              | 8               | 6               |                    | 36                 | 12                 | 13                 | 11                 |              | 56          | 26          | 13          | 17          | 532    | 266    | 137    | 129    | 50,00      |                  |
| 2009                       | Athl. Paranaense           | A                          | 22         | 9          | 6          | 7          | -               | -               | -               | -               | -               | CS                 | 2                  | 0                  | 1                  | 1                  | -            | -           | -           | -           | -           | 24     | 9      | 7      | 8      | 37,50      | Sub. 14°         |
| 2010                       | Avaí                       | A                          | 16         | 4          | 5          | 7          | -               | -               | -               | -               | -               | CS                 | 2                  | 1                  | 0                  | 1                  | -            | -           | -           | -           | -           | 18     | 5      | 5      | 8      | 27,78      | Sub. eson.       |
| 2010                       | Vitória                    | A                          | 10         | 2          | 5          | 3          | -               | -               | -               | -               | -               | -                  | -                  | -                  | -                  | -                  | -            | -           | -           | -           | -           | 10     | 2      | 5      | 3      | 20,00      | Sub. 17°         |
| 2011                       | Vitória                    | Bai                        | 22         | 14         | 4          | 4          | CB              | 2               | 0               | 1               | 1               | -                  | -                  | -                  | -                  | -                  | -            | -           | -           | -           | -           | 24     | 14     | 5      | 5      | 58,33      | 2°               |
| Totale Vitória             | Totale Vitória             | Totale Vitória             | 32         | 16         | 9          | 7          |                 | 2               | 0               | 1               | 1               |                    | -                  | -                  | -                  | -                  |              | -           | -           | -           | -           | 34     | 16     | 10     | 8      | 47,06      |                  |
| 2011                       | América-MG                 | A                          | 4          | 0          | 2          | 2          | -               | -               | -               | -               | -               | -                  | -                  | -                  | -                  | -                  | -            | -           | -           | -           | -           | 4      | 0      | 2      | 2      | &0,00      | Sub. dimis.      |
| 2011                       | Athl. Paranaense           | A                          | 18         | 6          | 5          | 7          | -               | -               | -               | -               | -               | -                  | -                  | -                  | -                  | -                  | -            | -           | -           | -           | -           | 18     | 6      | 5      | 7      | 33,33      | Sub. 17° (retr.) |
| Totale Atlético Paranaense | Totale Atlético Paranaense | Totale Atlético Paranaense | 89         | 32         | 26         | 31         |                 | -               | -               | -               | -               |                    | 10                 | 3                  | 3                  | 4                  |              | -           | -           | -           | -           | 123    | 55     | 21     | 47     | 44,72      |                  |
| Totale carriera            | Totale carriera            | Totale carriera            | 1035       | 496        | 285        | 254        |                 | 58              | 31              | 14              | 13              |                    | 73                 | 23                 | 26                 | 24                 |              | 69          | 33          | 16          | 20          | 1 235  | 583    | 341    | 311    | 47,21      |                  |

## Palmarès

### Giocatore
- Torneio Início do Rio de Janeiro: 1

Olaria: 1960

### Allenatore

#### Competizioni statali
- Campionato Carioca: 3

Vasco da Gama: 1982, 1998, 2003
- Taça Guanabara: 3

Vasco da Gama: 1986, 1998, 2003
- Campionato Pernambucano: 1

Sport: 1988
- Campionato Gaúcho: 2

Internacional: 1992, 1994
- Campionato Paranaense: 2

Paraná: 1996
Coritiba: 2004
- Torneo Rio-San Paolo: 1

Vasco da Gama: 1999

#### Competizioni nazionali
- Coppa del Brasile: 1

Internacional: 1992
- Campionato brasiliano: 2

Vasco da Gama: 1997
Corinthians: 2005

#### Competizioni internazionali
- Coppa dei Campioni araba per club: 1

Al-Hilal: 1994
- Coppa Libertadores: 1

Vasco da Gama: 1998